# Junko Tabei
Junko Tabei (jap. 田部井 淳子 Tabei Junko; ur. 22 września 1939 w Miharu-machi, w prefekturze Fukushima, zm. 20 października 2016 w Kawagoe, w prefekturze Saitama) – japońska alpinistka i podróżniczka, autorka pierwszego kobiecego wejścia na szczyt Mount Everest (1975), a także  pierwsza kobieta, która zdobyła „Koronę Ziemi” (1992).

## Życiorys
Urodziła się jako Junko Ishibashi 22 września 1939 w Miharu-machi, w prefekturze Fukushima.
Górami i alpinizmem interesowała się od wczesnego dzieciństwa. W 1958 roku wstąpiła na tokijski uniwersytet Showa Women’s University, który ukończyła w 1962 roku ze specjalizacją literatury angielskiej.
W 1965 roku spotkała 25-letniego wówczas Masanobu Tabei i rok później wyszła za niego za mąż, przyjmując jego nazwisko, pod którym później zasłynęła w świecie.
W 1969 roku utworzyła pierwszy żeński klub alpinistyczny Joshi Tohan Kurabu.
Przed rozpoczęciem w 1971 roku starań o kobiecą wyprawę na Mount Everest zdobyła wszystkie ważniejsze szczyty w Japonii oraz wspinała się w Alpach i Himalajach.

## Najważniejsze osiągnięcia górskie
- 1970 – 19 maja Annapurna III 7555, 2. wejście[4]
- 1975 – 16 maja osiągnęła wierzchołek Mount Everestu w towarzystwie Szerpy Ang Tseringa, drogą normalną od strony nepalskiej, 35. wejście na szczyt[5]
- 1981 – 30 kwietnia, wejście na ośmiotysięcznik Sziszapangma, 5. wejście drogą normalną, z dwoma Tybetańczykami Gyalbu Jiabu i Rhinzing Pinzo[4][5]
- 1992 – 28 czerwca weszła na szczyt Puncak Jaya na Nowej Gwinei i tym samym jako pierwsza kobieta w historii osiągnęła najwyższe szczyty wszystkich 7 kontynentów, tzw. koronę Ziemi, czyli 7 summits[6].

Z czasem Tabei zaczęła kompletować wejścia na najwyższe szczyty wszystkich krajów świata i do 2009 roku zdobyła ich 56.
Była też jednym z dyrektorów Himalayan Adventure Trust of Japan, organizacji zajmującej się ochroną środowiska przyrodniczego w górach.

## Upamiętnienie
Na jej cześć nazwano jedną z planetoid (6897) Tabei, odkrytą 15 listopada 1987 roku.